# Só Por Hoje
Só Por Hoje (em inglês: "Just For Today") é um lema de Narcóticos Anônimos (NA). O uso deste lema está associado à ideia de que a recuperação ao uso de drogas é um processo gradual. Esse princípio visa tornar a meta de recuperação [en] menos intimidante para quem está em processo de mudança de comportamento, pois oferece objetivos diários que podem ser alcançados mais facilmente, vivendo "um dia de cada vez".
Só Por Hoje aparece na literatura de Narcóticos Anônimos em diversas ocasiões:
- folheto de Informação ao Público[3]

- capítulo do livro Texto Básico Narcóticos Anônimos[4]

- um livro contendo meditações diárias de recuperação[5]

## Usos correlatos na arte e música em língua portuguesa

### Renato Russo
A expressão Só Por Hoje também foi utilizada no título da autobiografia de Renato Russo lançada em 2015: "Só por hoje e para sempre: Diário do recomeço.
Além disso, a expressão foi utilizada no título da canção "Só Por Hoje" do álbum da Legião Urbana O Descobrimento do Brasil lançado em 1993.